# Puchar Świata Juniorów w saneczkarstwie 2021/2022
Sezon 2021/2022 Pucharu Świata Juniorów w saneczkarstwie rozpoczął się 2 grudnia 2021 roku we francuskim La Plagne. Ostatnie zawody z tego cyklu zostały rozegrane w Austrii 16 stycznia 2022 roku na torze w Bludenz.
Podczas sezonu 2021/2022 odbyły się dwie imprezy, na których rozdane zostały medale. Podczas finałowych zawodów Pucharu Świata w austriackim Bludenz odbyły się jednocześnie Mistrzostwa Europy Juniorów. Natomiast w dniach 28-29 stycznia 2022 zostały rozegrane Mistrzostwa Świata Juniorów w niemieckim Winterbergu.

## Kalendarz Pucharu Świata
| Lp.      | Data                | Miejscowość | Konkurencja                                       | 1. miejsce                                                                      | 2. miejsce                                                                     | 3. miejsce                                                                     |
| -------- | ------------------- | ----------- | ------------------------------------------------- | ------------------------------------------------------------------------------- | ------------------------------------------------------------------------------ | ------------------------------------------------------------------------------ |
| 1&2. PŚJ | 2–4 grudnia 2021    | La Plagne   | Jedynki juniorek                                  | Sofja Mazur                                                                     | Merle Fräbel                                                                   | Darja Olesik                                                                   |
| 1&2. PŚJ | 2–4 grudnia 2021    | La Plagne   | Jedynki juniorek                                  | Sofja Mazur                                                                     | Darja Olesik                                                                   | Merle Fräbel                                                                   |
| 1&2. PŚJ | 2–4 grudnia 2021    | La Plagne   | Jedynki juniorek młodszych                        | Selīna Zvilna                                                                   | Teresa Kirchmair                                                               | Dorothea Schwarz                                                               |
| 1&2. PŚJ | 2–4 grudnia 2021    | La Plagne   | Jedynki juniorek młodszych                        | Teresa Kirchmair                                                                | Selīna Zvilna                                                                  | Ksienija Szamowa                                                               |
| 1&2. PŚJ | 2–4 grudnia 2021    | La Plagne   | Jedynki juniorów                                  | Matthew Greiner                                                                 | Noah Kallan                                                                    | Timon Grancagnolo                                                              |
| 1&2. PŚJ | 2–4 grudnia 2021    | La Plagne   | Jedynki juniorów                                  | Matthew Greiner                                                                 | Timon Grancagnolo                                                              | Noah Kallan                                                                    |
| 1&2. PŚJ | 2–4 grudnia 2021    | La Plagne   | Jedynki juniorów młodszych                        | Lukas Peccei                                                                    | Marcus Mueller                                                                 | Fabio Zauser                                                                   |
| 1&2. PŚJ | 2–4 grudnia 2021    | La Plagne   | Jedynki juniorów młodszych                        | Fabio Zauser                                                                    | Lukas Peccei                                                                   | Marcus Mueller                                                                 |
| 1&2. PŚJ | 2–4 grudnia 2021    | La Plagne   | Dwójki juniorek                                   | Niemcy Luisa Romanenko · Pauline Patz                                           | Stany Zjednoczone Maya Chan · Reannyn Weiler                                   | Rosja Anastasija Kropaczewa · Alona Starkowa                                   |
| 1&2. PŚJ | 2–4 grudnia 2021    | La Plagne   | Dwójki juniorek                                   | Niemcy Luisa Romanenko · Pauline Patz                                           | Rosja Anastasija Kropaczewa · Alona Starkowa                                   | Polska Nikola Domowicz · Dominika Piwkowska                                    |
| 1&2. PŚJ | 2–4 grudnia 2021    | La Plagne   | Dwójki juniorów                                   | Łotwa Eduards Ševics-Mikeļševics · Lūkass Krasts                                | Rosja Lew Romanow · Władisław Wieremiejenko                                    | Niemcy Moritz Jäger · Valentin Steudte                                         |
| 1&2. PŚJ | 2–4 grudnia 2021    | La Plagne   | Dwójki juniorów                                   | Rosja Lew Romanow · Władisław Wieremiejenko                                     | Łotwa Eduards Ševics-Mikeļševics · Lūkass Krasts                               | Niemcy Moritz Jäger · Valentin Steudte                                         |
| 1&2. PŚJ | 2–4 grudnia 2021    | La Plagne   | Dwójki juniorek młodszych                         | Łotwa Marta Robežniece · Agnija Bogdanova                                       | Austria Lisa Zimmermann · Dorothea Schwarz                                     | Rosja Darja Wereskun · Nikol Drewal                                            |
| 1&2. PŚJ | 2–4 grudnia 2021    | La Plagne   | Dwójki juniorek młodszych                         | Łotwa Marta Robežniece · Agnija Bogdanova                                       | Austria Lisa Zimmermann · Dorothea Schwarz                                     | Rosja Darja Wereskun · Nikol Drewal                                            |
| 1&2. PŚJ | 2–4 grudnia 2021    | La Plagne   | Dwójki juniorów młodszych                         | Stany Zjednoczone Ansel Haugsjaa · Marcus Mueller                               | Rosja Siergiej Zacharow · Ilja Gorjainow                                       | Stany Zjednoczone Frank Ike · Aidan Mueller                                    |
| 1&2. PŚJ | 2–4 grudnia 2021    | La Plagne   | Dwójki juniorów młodszych                         | Stany Zjednoczone Ansel Haugsjaa · Marcus Mueller                               | Łotwa Raimonds Baltgalvis · Krisjanis Bruns                                    | Słowacja Christián Bosman · Filip Prusak                                       |
| 1&2. PŚJ | 2–4 grudnia 2021    | La Plagne   | Sztafety mieszane juniorów                        | Niemcy Merle Fräbel · Timon Grancagnolo · Moritz Jäger · Valentin Steudte       | Rosja Sofja Mazur · Eduard Aleksandrow · Lew Romanow · Władisław Wieremiejenko | Łotwa Zane Kaluma · Kaspars Rinks · Eduards Ševics-Mikeļševics · Lūkass Krasts |
| 3. PŚJ   | 10–11 grudnia 2021  | Igls        | Jedynki juniorek                                  | Jessica Degenhardt                                                              | Merle Fräbel                                                                   | Sofja Mazur                                                                    |
| 3. PŚJ   | 10–11 grudnia 2021  | Igls        | Jedynki juniorek młodszych                        | Anka Jänicke                                                                    | Dorothea Schwarz                                                               | Teresa Kirchmair                                                               |
| 3. PŚJ   | 10–11 grudnia 2021  | Igls        | Jedynki juniorów                                  | Timon Grancagnolo                                                               | Pascal Kunze                                                                   | Florian Tanzer                                                                 |
| 3. PŚJ   | 10–11 grudnia 2021  | Igls        | Jedynki juniorów młodszych                        | Fabio Zauser                                                                    | Marcus Mueller                                                                 | Lukas Peccei                                                                   |
| 3. PŚJ   | 10–11 grudnia 2021  | Igls        | Dwójki juniorek                                   | Niemcy Luisa Romanenko · Pauline Patz                                           | Stany Zjednoczone Maya Chan · Reannyn Weiler                                   | Łotwa Viktorija Ziediņa · Selīna Zvilna                                        |
| 3. PŚJ   | 10–11 grudnia 2021  | Igls        | Dwójki juniorów                                   | Rosja Lew Romanow · Władisław Wieremiejenko                                     | Łotwa Eduards Ševics-Mikeļševics · Lūkass Krasts                               | Niemcy Moritz Jäger · Valentin Steudte                                         |
| 3. PŚJ   | 10–11 grudnia 2021  | Igls        | Dwójki juniorek młodszych                         | Austria Lisa Zimmermann · Dorothea Schwarz                                      | Czechy Markéta Nováková · Anna Vejdělková                                      | Austria Lina Riedl · Anna Lerch                                                |
| 3. PŚJ   | 10–11 grudnia 2021  | Igls        | Dwójki juniorów młodszych                         | Stany Zjednoczone Ansel Haugsjaa · Marcus Mueller                               | Niemcy Paul Kunze · Max Trippner                                               | Stany Zjednoczone Frank Ike · Aidan Mueller                                    |
| 3. PŚJ   | 10–11 grudnia 2021  | Igls        | Sztafety mieszane juniorów                        | Niemcy Jessica Degenhardt · Timon Grancagnolo · Moritz Jäger · Valentin Steudte | Rosja Sofja Mazur · Eduard Aleksandrow · Lew Romanow · Władisław Wieremiejenko | Łotwa Zane Kaluma · Kaspars Rinks · Eduards Ševics-Mikeļševics · Lūkass Krasts |
| 4&5. PŚJ | 17–19 grudnia 2021  | Oberhof     | Jedynki juniorek                                  | Jessica Degenhardt                                                              | Merle Fräbel                                                                   | Sofja Mazur                                                                    |
| 4&5. PŚJ | 17–19 grudnia 2021  | Oberhof     | Jedynki juniorek                                  | Merle Fräbel                                                                    | Jessica Degenhardt                                                             | Sofja Mazur                                                                    |
| 4&5. PŚJ | 17–19 grudnia 2021  | Oberhof     | Jedynki juniorek młodszych                        | Anka Jänicke                                                                    | Teresa Kirchmair                                                               | Selīna Zvilna                                                                  |
| 4&5. PŚJ | 17–19 grudnia 2021  | Oberhof     | Jedynki juniorek młodszych                        | Anka Jänicke                                                                    | Teresa Kirchmair                                                               | Dorothea Schwarz                                                               |
| 4&5. PŚJ | 17–19 grudnia 2021  | Oberhof     | Jedynki juniorów                                  | Timon Grancagnolo                                                               | Noah Kallan                                                                    | Pascal Kunze                                                                   |
| 4&5. PŚJ | 17–19 grudnia 2021  | Oberhof     | Jedynki juniorów                                  | Timon Grancagnolo                                                               | Noah Kallan                                                                    | Pascal Kunze                                                                   |
| 4&5. PŚJ | 17–19 grudnia 2021  | Oberhof     | Jedynki juniorów młodszych                        | Fabio Zauser                                                                    | Eduard Aleksandrow                                                             | Lukas Peccei                                                                   |
| 4&5. PŚJ | 17–19 grudnia 2021  | Oberhof     | Jedynki juniorów młodszych                        | Fabio Zauser                                                                    | Carlos Stang                                                                   | Eduard Aleksandrow                                                             |
| 4&5. PŚJ | 17–19 grudnia 2021  | Oberhof     | Dwójki juniorek                                   | Łotwa Viktorija Ziediņa · Selīna Zvilna                                         | Stany Zjednoczone Maya Chan · Reannyn Weiler                                   | Rosja Anastasija Kropaczewa · Alona Starkowa                                   |
| 4&5. PŚJ | 17–19 grudnia 2021  | Oberhof     | Dwójki juniorek                                   | Łotwa Viktorija Ziediņa · Selīna Zvilna                                         | Stany Zjednoczone Maya Chan · Reannyn Weiler                                   | Niemcy Luisa Romanenko · Pauline Patz                                          |
| 4&5. PŚJ | 17–19 grudnia 2021  | Oberhof     | Dwójki juniorów                                   | Niemcy Moritz Jäger · Valentin Steudte                                          | Rosja Lew Romanow · Władisław Wieremiejenko                                    | Łotwa Kaspars Rinks · Vitālijs Jegorovs                                        |
| 4&5. PŚJ | 17–19 grudnia 2021  | Oberhof     | Dwójki juniorów                                   | Niemcy Moritz Jäger · Valentin Steudte                                          | Łotwa Kaspars Rinks · Vitālijs Jegorovs                                        | Rosja Lew Romanow · Władisław Wieremiejenko                                    |
| 4&5. PŚJ | 17–19 grudnia 2021  | Oberhof     | Dwójki juniorek młodszych                         | Łotwa Marta Robežniece · Kitija Bogdanova                                       | Austria Lisa Zimmermann · Dorothea Schwarz                                     | Austria Lina Riedl · Anna Lerch                                                |
| 4&5. PŚJ | 17–19 grudnia 2021  | Oberhof     | Dwójki juniorek młodszych                         | Łotwa Marta Robežniece · Kitija Bogdanova                                       | Niemcy Lilly-Sophie Bierast · Leandra Claus                                    | Czechy Markéta Nováková · Anna Vejdělková                                      |
| 4&5. PŚJ | 17–19 grudnia 2021  | Oberhof     | Dwójki juniorów młodszych                         | Rosja Siergiej Zacharow · Ilja Gorjainow                                        | Niemcy Paul Kunze · Max Trippner                                               | Niemcy Sebastian Horstmann · Sebastian Rosenberger                             |
| 4&5. PŚJ | 17–19 grudnia 2021  | Oberhof     | Dwójki juniorów młodszych                         | Rosja Siergiej Zacharow · Ilja Gorjainow                                        | Niemcy Paul Kunze · Max Trippner                                               | Stany Zjednoczone Ansel Haugsjaa · Marcus Mueller                              |
| 4&5. PŚJ | 17–19 grudnia 2021  | Oberhof     | Sztafety mieszane juniorów                        | Niemcy Merle Fräbel · Timon Grancagnolo · Moritz Jäger · Valentin Steudte       | Rosja Sofja Mazur · Eduard Aleksandrow · Lew Romanow · Władisław Wieremiejenko | Łotwa Zane Kaluma · Kaspars Rinks · Viktorija Ziediņa · Selīna Zvilna          |
| 6. PŚJ   | 15–16 stycznia 2022 | Bludenz     | Jedynki juniorek                                  | Melina Fischer                                                                  | Jessica Degenhardt                                                             | Zane Kaluma                                                                    |
| 6. PŚJ   | 15–16 stycznia 2022 | Bludenz     | Jedynki juniorek młodszych                        | Selīna Zvilna                                                                   | Anka Jänicke                                                                   | Dorothea Schwarz                                                               |
| 6. PŚJ   | 15–16 stycznia 2022 | Bludenz     | Jedynki juniorów                                  | Marián Skupek                                                                   | Fabio Zauser                                                                   | Eduard Aleksandrow                                                             |
| 6. PŚJ   | 15–16 stycznia 2022 | Bludenz     | Jedynki juniorów młodszych                        | Aidan Mueller                                                                   | Johannes Scharnagl                                                             | Ansel Haugsjaa                                                                 |
| 6. PŚJ   | 15–16 stycznia 2022 | Bludenz     | Dwójki juniorek                                   | Łotwa Viktorija Ziediņa · Selīna Zvilna                                         | Niemcy Luisa Romanenko · Pauline Patz                                          | Stany Zjednoczone Maya Chan · Reannyn Weiler                                   |
| 6. PŚJ   | 15–16 stycznia 2022 | Bludenz     | Dwójki juniorów                                   | Niemcy Moritz Jäger · Valentin Steudte                                          | Rosja Michaił Karnauczow · Jurij Czirwa                                        | Łotwa Kaspars Rinks · Vitālijs Jegorovs                                        |
| 6. PŚJ   | 15–16 stycznia 2022 | Bludenz     | Dwójki juniorek młodszych                         | Austria Lisa Zimmermann · Dorothea Schwarz                                      | Austria Lina Riedl · Anna Lerch                                                | Niemcy Lilly-Sophie Bierast · Leandra Claus                                    |
| 6. PŚJ   | 15–16 stycznia 2022 | Bludenz     | Dwójki juniorów młodszych                         | Rosja Lew Romanow · Władisław Wieremiejenko                                     | Niemcy Paul Kunze · Max Trippner                                               | Stany Zjednoczone Aidan Mueller · Frank Ike                                    |
| 6. PŚJ   | 15–16 stycznia 2022 | Bludenz     | Sztafety mieszane juniorów                        | Niemcy Melina Fischer · Timon Grancagnolo · Moritz Jäger · Valentin Steudte     | Łotwa Zane Kaluma · Roberts Dreimanis · Kaspars Rinks · Vitālijs Jegorovs      | Rosja Sofja Mazur · Eduard Aleksandrow · Lew Romanow · Władisław Wieremiejenko |
| ME       | 15–16 stycznia 2022 | Bludenz     | Mistrzostwa Europy Juniorów w Saneczkarstwie 2022 | Mistrzostwa Europy Juniorów w Saneczkarstwie 2022                               | Mistrzostwa Europy Juniorów w Saneczkarstwie 2022                              | Mistrzostwa Europy Juniorów w Saneczkarstwie 2022                              |
| MŚ       | 28–29 stycznia 2022 | Winterberg  | Mistrzostwa Świata Juniorów w Saneczkarstwie 2022 | Mistrzostwa Świata Juniorów w Saneczkarstwie 2022                               | Mistrzostwa Świata Juniorów w Saneczkarstwie 2022                              | Mistrzostwa Świata Juniorów w Saneczkarstwie 2022                              |

## Klasyfikacje

### Jedynki juniorów
| Miejsce | Zawodnik           | Reprezentacja     | Punkty |
| ------- | ------------------ | ----------------- | ------ |
| 1.      | Timon Grancagnolo  | Niemcy            | 510    |
| 2.      | Noah Kallan        | Austria           | 430    |
| 3.      | Pascal Kunze       | Niemcy            | 353    |
| 4.      | Kaspars Rinks      | Łotwa             | 282    |
| 5.      | Florian Tanzer     | Austria           | 274    |
| 6.      | Matthew Greiner    | Stany Zjednoczone | 260    |
| 7.      | Marco Leger        | Niemcy            | 253    |
| 8.      | Eduard Aleksandrow | Rosja             | 236    |
| 9.      | Hunter Harris      | Stany Zjednoczone | 197    |
| 10.     | Alex Gufler        | Włochy            | 190    |

### Jedynki juniorów młodszych
| Miejsce | Zawodnik          | Reprezentacja     | Punkty |
| ------- | ----------------- | ----------------- | ------ |
| 1.      | Fabio Zauser      | Austria           | 470    |
| 2.      | Marcus Mueller    | Stany Zjednoczone | 405    |
| 3.      | Lukas Peccei      | Włochy            | 371    |
| 4.      | Aidan Mueller     | Stany Zjednoczone | 339    |
| 5.      | Ansel Haugsjaa    | Stany Zjednoczone | 295    |
| 6.      | Maksim Starodumow | Rosja             | 250    |
| 7.      | Carlos Stang      | Niemcy            | 200    |
| 8.      | Philipp Brunner   | Włochy            | 172    |
| 9.      | Leon Haselrieder  | Włochy            | 171    |
| 10.     | Arkadiusz Trojga  | Polska            | 165    |

### Jedynki juniorek
| Miejsce | Zawodniczka        | Reprezentacja | Punkty |
| ------- | ------------------ | ------------- | ------ |
| 1.      | Merle Fräbel       | Niemcy        | 471    |
| 2.      | Jessica Degenhardt | Niemcy        | 459    |
| 3.      | Sofja Mazur        | Rosja         | 440    |
| 4.      | Darja Olesik       | Rosja         | 359    |
| 5.      | Melina Fischer     | Niemcy        | 358    |
| 6.      | Zane Kaluma        | Łotwa         | 310    |
| 7.      | Barbara Allmaier   | Austria       | 266    |
| 8.      | Laura Skel         | Niemcy        | 250    |
| 9.      | Lara Kipp          | Austria       | 240    |
| 10.     | Ioana Buzatoiu     | Rumunia       | 200    |

### Jedynki juniorek młodszych
| Miejsce | Zawodniczka       | Reprezentacja     | Punkty |
| ------- | ----------------- | ----------------- | ------ |
| 1.      | Teresa Kirchmair  | Austria           | 425    |
| 2.      | Dorothea Schwarz  | Austria           | 410    |
| 2.      | Selīna Zvilna     | Łotwa             | 410    |
| 4.      | Anka Jänicke      | Niemcy            | 385    |
| 5.      | Ksienija Szamowa  | Rosja             | 370    |
| 6.      | Nikola Trembošová | Słowacja          | 221    |
| 7.      | Agnija Bogdanova  | Łotwa             | 214    |
| 8.      | Annalena Huber    | Włochy            | 197    |
| 9.      | Sophia Gordon     | Stany Zjednoczone | 192    |
| 10.     | Markéta Nováková  | Czechy            | 185    |

### Dwójki juniorów
| Miejsce | Zawodnicy                                        | Reprezentacja | Punkty |
| ------- | ------------------------------------------------ | ------------- | ------ |
| 1.      | Moritz Jäger Valentin Steudte                    | Niemcy        | 510    |
| 2.      | Lew Romanow Władisław Wieremiejenko              | Rosja         | 441    |
| 3.      | Kaspars Rinks Vitālijs Jegorovs                  | Łotwa         | 371    |
| 4.      | Louis Grünbeck Maximilian Kührt                  | Niemcy        | 331    |
| 5.      | Vratislav Varga Metod Majerčák                   | Słowacja      | 291    |
| 6.      | Mircea Răzvan Turea Sebastian Motzca             | Rumunia       | 278    |
| 7.      | Eduards Ševics-Mikeļševics Lūkass Krasts         | Łotwa         | 270    |
| 8.      | Marek Samek Kamil Dziedzina                      | Polska        | 211    |
| 9.      | Tudor-Ștefan Handaric Alexandru-Valentin Ailenei | Rumunia       | 160    |
| 10.     | Jakub Karaś Mateusz Karaś                        | Polska        | 97     |

### Dwójki juniorek
| Miejsce | Zawodniczki                          | Reprezentacja     | Punkty |
| ------- | ------------------------------------ | ----------------- | ------ |
| 1.      | Luisa Romanenko Pauline Patz         | Niemcy            | 515    |
| 2.      | Maya Chan Reannyn Weiler             | Stany Zjednoczone | 456    |
| 3.      | Viktorija Ziediņa Selīna Zvilna      | Łotwa             | 430    |
| 4.      | Anastasija Kropaczewa Alona Starkowa | Rosja             | 400    |
| 5.      | Nikola Domowicz Dominika Piwkowska   | Polska            | 330    |
| 6.      | Natasza Chytrenko Wiktorija Kowal    | Ukraina           | 248    |
| 7.      | Bianka Petríková Nikola Trembošová   | Słowacja          | 188    |
| 8.      | Nadia Falkensteiner Annalena Huber   | Włochy            | 170    |
| 9.      | Anika Krause Magdalena Matschina     | Niemcy            | 55     |

### Dwójki juniorów młodszych
| Miejsce | Zawodnicy                                 | Reprezentacja     | Punkty |
| ------- | ----------------------------------------- | ----------------- | ------ |
| 1.      | Marcus Mueller Ansel Haugsjaa             | Stany Zjednoczone | 485    |
| 2.      | Siergiej Zacharow Ilja Gorjainow          | Rosja             | 395    |
| 3.      | Paul Kunze Max Trippner                   | Niemcy            | 340    |
| 4.      | Aidan Mueller Frank Ike                   | Stany Zjednoczone | 320    |
| 5.      | Raimonds Baltgalvis Krisjanis Bruns       | Łotwa             | 297    |
| 6.      | Christián Bosman Filip Prusak             | Słowacja          | 236    |
| 7.      | Sebastian Horstmann Sebastian Rosenberger | Niemcy            | 209    |
| 8.      | Silas Sartor Jannes Degenhardt            | Niemcy            | 142    |
| 9.      | Maksym Panczuk Andrij Muc                 | Ukraina           | 117    |
| 10.     | Lew Romanow Władisław Wieremiejenko       | Rosja             | 100    |

### Dwójki juniorek młodszych
| Miejsce | Zawodniczki                        | Reprezentacja | Punkty |
| ------- | ---------------------------------- | ------------- | ------ |
| 1.      | Lisa Zimmermann Dorothea Schwarz   | Austria       | 515    |
| 2.      | Marta Robežniece Kitija Bogdanova  | Łotwa         | 450    |
| 3.      | Markéta Nováková Anna Vejdělková   | Czechy        | 307    |
| 4.      | Lina Riedl Anna Lerch              | Austria       | 271    |
| 5.      | Lilly-Sophie Bierast Leandra Claus | Niemcy        | 265    |
| 6.      | Darja Wereskun Nikol Drewal        | Rosja         | 245    |
| 7.      | Sahra Pflaume Lina Peterseim       | Niemcy        | 212    |
| 8.      | Marie Sauerteig Hannah Puy         | Niemcy        | 207    |
| 9.      | Olha Hurnyk Anna-Marija Harcula    | Ukraina       | 200    |

### Sztafety mieszane juniorów
| Miejsce | Reprezentacja     | Punkty |
| ------- | ----------------- | ------ |
| 1.      | Niemcy            | 400    |
| 2.      | Rosja             | 325    |
| 3.      | Łotwa             | 295    |
| 4.      | Stany Zjednoczone | 212    |
| 5.      | Słowacja          | 204    |
| 6.      | Rumunia           | 198    |
| 7.      | Polska            | 178    |
| 8.      | Ukraina           | 172    |
| 9.      | Austria           | 105    |
| 10.     | Włochy            | 96     |